# النشرة ال
النشرة ال هو برنامج رياضي ساخر بدأ عرضه في سنة 2012 على روتانا خليجية. بلغ عدد مواسم ثلاثة مواسم، وتبلغ مدة الحلقة الواحدة 25 دقيقة من تقديم طارق الحربي و دريعان الدريعان و عبدالعزيز الحمدان.

## وصلات خارجية
- الموقع الإلكتروني